# Bénary-synthese
De Bénary-synthese is een organische reactie. In 1931 ontdekte de Duitse scheikundige Erich Bénary dat β-(N,N-dialkylamino)-vinylketonen reageren met Grignardreagentia in een nucleofiele geconjugeerde additie tot α,β-onverzadigde ketonen, α,β-onverzadigde aldehyden en α,β-onverzadigde esters, na de hydrolyse van het intermediair en de eliminatie van het dialkylamine (R2NH). Tijdens de reactie kunnen ook poly-onverzadigde ketonen en aldehyden ontstaan.